# Assassination Classroom
Ansatsu Kyōshitsu (Nhật: 暗殺教室 (Ám Sát Giáo Thất) n.đ.: "Phòng học Ám sát"), còn được biết tới với tên tiếng Việt là Lớp học Ám sát, là một loạt manga Nhật Bản được sáng tác bởi tác giả Matsui Yūsei. Số đầu tiên của series này đăng trên tạp chí Weekly Shounen Jump của Nhật Bản vào tháng 7 năm 2012. Tác phẩm sớm trở nên nổi tiếng và tính tới tháng 7 năm 2016, 21 cuốn tankõbon đã được bán ra với khoảng 20 triệu bản. Nhà xuất bản Trẻ đã mua bản quyền và ấn hành bản dịch tiếng Việt của manga tại Việt Nam từ tháng 2 năm 2020, nhưng thay vì đặt tựa đề bằng tên tiếng Việt thì lại đặt bằng tên của bản tiếng Anh là Assassination Classroom.

## Nội dung
Trái Đất đang đối mặt với mối nguy là một sinh vật có hình dáng giống bạch tuộc, màu vàng có sức mạnh siêu phàm và đã phá hủy 70% Mặt Trăng, biến Mặt Trăng thành hình trăng khuyết mãi mãi. Sinh vật đấy tuyên bố rằng vào tháng 3 năm sau, Trái Đất cũng sẽ bị hắn phá hủy giống như Mặt Trăng, nhưng hắn đã cho nhân loại một cơ hội để thay đổi số phận. Hắn đề nghị được làm thầy giáo của lớp kém nhất trường trung học Kunugigaoka, lớp 3-E (năm 3 lớp E), và sẽ dạy các học sinh ấy không chỉ các môn học bình thường mà còn dạy nghệ thuật ám sát. Chính phủ Nhật Bản đồng ý (do không thể giết được hắn và cũng vì khi học hắn dạy học, các học sinh có thể giết hắn trong phạm vi gần) và đã treo mức giá 10 tỷ yên cho học sinh nào giết được sinh vật này và "Lớp học ám sát" được bắt đầu. Tuy nhiên, nhiệm vụ trên đã sớm trở thành bất khả thi, bởi vì sinh vật đấy không chỉ có các khả năng siêu phàm như tốc độ mach 20 Mach mà còn là thầy giáo tuyệt vời nhất mà lớp 3-E từng có được.

## Nhân vật

### Giáo viên
- Koro-sensei: Là sinh vật kỳ lạ có hình dáng giống bạch tuộc đã phá hủy mặt trăng và tuyên bố sẽ phá hủy Trái Đất vào tháng 3 năm sau. Hắn có tốc độ di chuyển lên đến Mach 20, vô cùng hài hước nhưng cũng rất biến thái. Theo như ghi chép của Nagisa thì Koro-sensei có rất nhiều điểm yếu. Tên "Koro-sensei" là ghép của "Korosenai" (không thể giết) và "Sensei" (giáo viên).
- Irina Jelavić: Là một nữ sát thủ chuyên nghiệp được thuê làm giáo viên ngoại ngữ của lớp 3-E để giết Koro-sensei. Cực giỏi khoản dùng sắc đẹp và kỹ năng giao tiếp để đột nhập vào căn cứ địch. Học sinh thường gọi cô là Bitch-sensei (viết tắt của từ Jelavic khi cô yêu cầu tất cả học sinh gọi mình là chị Jelavic. Từ Vic bị lớp 3-E đọc từ âm "v" thành âm "b".)
- Karasuma Tadaomi: Là người của chính phủ Nhật Bản điều đến. Có nhiệm vụ hỗ trợ học sinh lớp 3-E về kỹ năng chiến đấu trong vai trò giáo viên thể dục, tuy lạnh lùng nhưng rất yêu quý học sinh của mình.
- Asano Gakuho: Chủ tịch học viện Kunugigaoka.
- Yukimura Aguri: Giáo viên chủ nhiệm đầu tiên của lớp 3-E.

### Học sinh lớp 3-E
- Akabane Karma
- Isogai Yuma
- Okajima Taiga
- Okano Hinata
- Okuda Manami
- Kataoka Megu
- Kayano Kaede
- Kanzaki Yukiko
- Kimura Masayoshi
- Kurahashi Hinano
- Shiota Nagisa
- Sugaya Sosuke
- Sugino Tomohito
- Takebayashi Kotaro
- Chiba Ryunosuke
- Terasaka Ryoma
- Nakamura Rio
- Hazama Kirara
- Hara Sumire
- Hayami Rinka
- Fuwa Yuzuki
- Maehara Hiroto
- Mimura Koki
- Muramatsu Takuya
- Yada Toka
- Yoshida Taisei
- Ritsu
- Horibe Itona

Học sinh lớp 3-A
- Asano Gukushuu
- Araki Teppei
- Sakakibara Ren
- Koyama Natsuhiko
- Seo Tomoya

## Truyền thông

### Manga
Truyện được đăng lần đầu trên Weekly Shōnen Jump của nhà xuất bản Shueisha vào tháng 7 năm 2012. Quyển tankōbon đầu tiên được phát hành vào tháng 11 cùng năm, với số lượng bán ban đầu gồm 300,000 bản, nhưng sau một số lần tái bản, con số này đã lên đến hơn 1,000,000 bản. Tập thứ 17 cúa series, xuất bản vào tháng 12 năm 2015, đã đạt được con số hơn 10,000,000 bản.
Manga ăn theo Korosensei  Q!, do Watanabe Kizuku viết kịch bản và Aoto Jou vẽ minh họa, được đăng trên tạp chí Saikyō Jump.

### Anime
Một tập OVA dựa trên series này được sản xuất bởi Brain's Base cho Jump Super Anime Tour và được chiếu tại 5 thành phố của Nhật từ 6 tháng 10 tới 24 tháng 11 năm 2013. Một series phim truyền hình dựa trên manga đã được phát sóng trên Fuji TV từ 9 tháng 1 năm 2015 và kéo dài 22 tập.

#### Danh sách tập phim

##### OVA
| #   | Tựa đề                                                       | Ngày phát hành   |
| --- | ------------------------------------------------------------ | ---------------- |
| OVA | "Jump Super Anime Tour Special"                              | 6 tháng 10, 2013 |
| 0   | "Deai no Jikan (出会いの時間 tạm dịch: "Thời khắc họp mặt")" | 9 tháng 11, 2014 |

##### Lớp học ám sát
| Số tập tổng thể | Số tập theo mùa | Tựa đề                                                                                                   | Ngày phát sóng gốc | Ngày phát sóng tiếng Việt |
| --------------- | --------------- | --- | ------------------ | ------------------------- |
| 1               | 1               | "Giờ học ám sát" "Ansatsu no jikan" (「暗殺の時間」)                                                     | 9 tháng 1, 2015    | 8 tháng 7, 2021           |
| 2               | 2               | "Giờ bóng chày" "Yakyū no jikan" (「野球の時間」)                                                        | 16 tháng 1, 2015   | 9 tháng 7, 2021           |
| 3               | 3               | "Giờ học của Karma" "Karuma no jikan" (「カルマの時間」)                                                 | 30 tháng 1, 2015   | 10 tháng 7, 2021          |
| 4               | 4               | "Thời gian của người lớn" "Otona no jikan" (「大人の時間」)                                              | 6 tháng 2, 2015    | 11 tháng 7, 2021          |
| 5               | 5               | "Giờ tập trung" "Shūkai no jikan" (「集会の時間」)                                                       | 13 tháng 2, 2015   | 12 tháng 7, 2021          |
| 6               | 6               | "Giờ thi" "Tesuto no jikan" (「テストの時間」)                                                           | 20 tháng 2, 2015   | 13 tháng 7, 2021          |
| 7               | 7               | "Giờ du lịch với trường – Tiết một" "Shūgakuryokō no jikan: Ichi-jikan-me" (「修学旅行の時間・1時間」)   | 27 tháng 2, 2015   | 14 tháng 7, 2021          |
| 8               | 8               | "Giờ du lịch với trường – Tiết hai" "Shūgakuryokō no jikan: Ichi-jikan-me" (「修学旅行の時間・2時間」)   | 6 tháng 3, 2021    | 15 tháng 7, 2021          |
| 9               | 9               | "Giờ của học sinh chuyển trường" "Tenkōsei no jikan" (「転校生の時間」)                                  | 13 tháng 3, 2021   | 16 tháng 7, 2021          |
| 10              | 10              | "Giờ L và R" "Eru Āru no jikan" (「LRの時間」)                                                           | 20 tháng 3, 2021   | 17 tháng 7, 2021          |
| 11              | 11              | "Giờ của học sinh chuyển trường – Tiết hai" "Tenkōsei no jikan: Ni-Jikan-me" (「転校生の時間・2時間目」) | 27 tháng 3, 2015   | 18 tháng 7, 2021          |
| 12              | 12              | "Giờ của đại hội bóng chày" "Kyūgi taikai no jikan" (「球技大会の時間」)                                 | 10 tháng 4, 2015   | 19 tháng 7, 2021          |
| 13              | 13              | "Giờ năng khiếu" "Sainō no jikan" (「期末の時間」)                                                       | 17 tháng 4, 2015   | 20 tháng 7, 2021          |
| 14              | 14              | "Giờ mường tượng" "Bijon no jikan" (「ビジョンの時間」)                                                  | 24 tháng 4, 2015   | 21 tháng 7, 2021          |
| 15              | 15              | "Giờ thi cuối kì" "Kimatsu no jihen" (「期末の時間」)                                                    | 1 tháng 5, 2015    | 22 tháng 7, 2021          |
| 16              | 16              | "Giờ kết thúc học kỳ – Tiết 1" "Shūgyō no jikan: Ichi-gakki" (「終業の時間・1学期」)                     | 8 tháng 5, 2015    | 23 tháng 7, 2021          |
| 17              | 17              | "Giờ trên đảo" "Shima no jikan" (「島の時間」)                                                           | 15 tháng 5, 2015   | 24 tháng 7, 2021          |
| 18              | 18              | "Giờ tiến hành kế hoạch" "Kekkō no jikan" (「決行の時間」)                                               | 22 tháng 5, 2021   | 25 tháng 7, 2021          |
| 19              | 19              | "Thời gian hỗn loạn" "Fukuma no jikan" (「伏魔の時間」)                                                  | 29 tháng 5, 2015   | 26 tháng 7, 2021          |
| 20              | 20              | "Giờ của Karma – Tiết 2" "Karuma no jikan: Ni-ji" (「カルマの時間・2時間目」)                            | 5 tháng 6, 2015    | 28 tháng 7, 2021          |
| 21              | 21              | "Giờ của XX" (「××の時間」)                                                                              | 12 tháng 6, 2015   | 29 tháng 7, 2021          |
| 22              | 22              | "Giờ của Nagisa" "Nagisa no jikan" (「渚の時間」)                                                        | 19 tháng 6, 2015   | 29 tháng 7, 2021          |

##### Lớp học ám sát mùa 2
| Số tập tổng thể | Số tập theo mùa | Tựa đề                                                                                 | Ngày phát sóng gốc | Ngày phát sóng tiếng Việt |
| --------------- | --------------- | -------------------------------------------------------------------------------------- | ------------------ | ------------------------- |
| 23              | 1               | "Thời khắc của lễ hội mùa hè" "Natsumatsuri no jikan" (「夏祭りの時間」)               | 7 tháng 1, 2016    | 30 tháng 7, 2021          |
| 24              | 2               | "Thời khắc của Kaede" "Kaede no jikan" (「カエデの時間」)                              | 14 tháng 7, 2016   | 31 tháng 7, 2021          |
| 25              | 3               | "Thời khắc của Horibe Itona" "Horibe Itona no jikan" (「堀部糸成の時間」)              | 21 tháng 1, 2016   | 1 tháng 8, 2021           |
| 26              | 4               | "Thời khắc kéo sợi" "Tsumugu jikan" (「紡ぐ時間」)                                     | 28 tháng 1, 2016   | 2 tháng 8, 2021           |
| 27              | 5               | "Thời khắc của lãnh đạo" "Rīdā no jikan" (「リーダーの時間」)                          | 4 tháng 2, 2016    | 3 tháng 8, 2021           |
| 28              | 6               | "Thời khắc trước và sau" "Bifō afutā no jikan" (「ビフォーアフターの時間」)            | 11 tháng 2, 2016   | 4 tháng 8, 2021           |
| 29              | 7               | "Thời khắc của tử thần – Phần đầu" "Shinigami no jikan Zenpen" (「死神の時間 前編」)   | 18 tháng 2, 2016   | 5 tháng 8, 2021           |
| 30              | 8               | "Thời khắc của tử thần – Phần sau" "Shinigami no jikan Kōhen" (「死神の時間 後編」)    | 25 tháng 2, 2016   | 6 tháng 8, 2021           |
| 31              | 9               | "Thời khắc của lượt chơi thứ 2" "Ni-shū-me no jikan" (「２周目の時間」)                | 3 tháng 3, 2016    | 7 tháng 8, 2021           |
| 32              | 10              | "Thời khắc của lễ hội trường" "Gakuen-sai no jikan" (「学園祭の時間」)                 | 10 tháng 3, 2016   | 8 tháng 8, 2021           |
| 33              | 11              | "Thời khắc cuối kỳ – kỳ 2" "Kimatsu no jikan ni-jikan-me" (「期末の時間 2時間目」)     | 17 tháng 3, 2016   | 9 tháng 8, 2021           |
| 34              | 12              | "Thời khắc của không gian" "Kūkan no jikan" (「空間の時間」)                           | 24 tháng 3, 2016   | 10 tháng 8, 2021          |
| 35              | 13              | "Thời khắc phục sinh" "Ikasu jikan" (「生かす時間」)                                   | 31 tháng 3, 2016   | 11 tháng 8, 2021          |
| 36              | 14              | "Thời khắc lộ chân tướng" "Shōtai no jikan" (「正体の時間」)                           | 7 tháng 4, 2021    | 12 tháng 8, 2021          |
| 37              | 15              | "Thời khắc thú nhận" "Kokuhaku no jikan" (「告白の時間」)                              | 21 tháng 4, 2021   | 13 tháng 8, 2021          |
| 38              | 16              | "Thời khắc của quá khứ" "Kako no jikan" (「過去の時間」)                               | 28 tháng 4, 2016   | 14 tháng 8, 2021          |
| 39              | 17              | "Thời khắc bất hòa" "Bunretsu no jikan" (「分裂の時間」)                               | 5 tháng 5, 2016    | 15 tháng 8, 2021          |
| 40              | 18              | "Thời khắc kết quả" "Kekka no jikan" (「結果の時間」)                                  | 12 tháng 5, 2016   | 16 tháng 8, 2021          |
| 41              | 19              | "Thời khắc ngoài không gian" "Uchū no jikan" (「宇宙の時間」)                          | 19 tháng 5, 2016   | 17 tháng 8, 2021          |
| 42              | 20              | "Thời khắc lễ tình nhân" "Barentain no jikan" (「バレンタインの時間」)                 | 26 tháng 5, 2016   | 18 tháng 8, 2021          |
| 43              | 21              | "Thời khắc của sự tin tưởng" "Shinrai no jikan" (「信頼の時間」)                       | 2 tháng 6, 2016    | 19 tháng 8, 2021          |
| 44              | 22              | "Thời khắc của ngày sinh nhật" "Happī bāsudei no jikan" (「ハッピーバースデイの時間」) | 9 tháng 6, 2016    | 20 tháng 8, 2021          |
| 45              | 23              | "Thời gian của trùm cuối" "Rasubosu no jikaj" (「ラスボスの時間」)                     | 16 tháng 6, 2016   | 21 tháng 8, 2021          |
| 46              | 24              | "Thời khắc tốt nghiệp" "Sotsugyō no jikan" (「卒業の時間」)                            | 23 tháng 6, 2016   | 22 tháng 8, 2021          |
| 47              | 25              | "Thời khắc của tương lai" "Mirai no jikan" (「未来の時間」)                            | 30 tháng 6, 2016   | 23 tháng 8, 2021          |

### Phim
Một bản Live Action của manga đã được công chiếu tại Nhật Bản vào ngày 21 tháng 3 năm 2015.
Phim thứ hai, Ansatsu Kyoushitsu: Sotsugyō-hen ("Phần tốt nghiệp") được công chiếu vào 25 tháng 3 năm 2016.

## Trò chơi điện tử
Tựa game đầu tiên được dựa trên manga, Ansatsu Kyōshitsu: Koro-sensei Dai Hōimō (暗殺教室 殺せんせー大包囲網!!) được phát triển bởi Bandai Namco Games và được bán ra cho máy Nintendo 3DS vào ngày 12 tháng 3 năm 2015 tại Nhật Bản. Nội dung là biến người chơi thành học sinh của lớp 3E tham gia các sự kiện ám sát trong 5 tháng (từ tháng 4 đến tháng 8). 
Tựa game thứ 2 cũng đuợc dựa trên manga do Namco Bandai Entertainment sản xuất có tên là Ansatsu Kyōshitsu: Assassin Ikusei Keikaku !! (Assassination Classroom: Dự Án Ám Sát Nâng Cấp !!) trên máy Nintendo 3DS ra mắt vào ngày 24/3/2016. Trò chơi sẽ biến người chơi thành một học sinh của lớp 3-E, nơi mà chúng ta phải đối phó với các hoạt động trong trường như tham gia các bài kiểm tra và ám sát Koro-sensei trong thời gian nhập học và tốt nghiệp. Người chơi sẽ luyện tập với Nagisa, nhận nhiệm vụ với Karma và giao tiếp với các bạn cùng lớp.. trong suốt 1 năm học để trở thành học sinh mạnh nhất của lớp 3E.
Thầy Koro xuất hiện với tư cách là một nhân vật điều khiển được trong game J-Star Victory VS, sau được phát hành toàn cầu với tên J-Star Victory VS+.